# Giro del Belvedere 2006
Il Giro del Belvedere 2006, sessantottesima edizione della corsa e valida come evento dell'UCI Europe Tour 2006 categoria 1.2, si svolse il 17 aprile 2006 su un percorso di 153,7 km. Fu vinto dall'italiano Fabrizio Galeazzi che terminò la gara in 3h36'00", alla media di 42,694 km/h.
Partenza con 181 ciclisti, dei quali 56 si classificarono.

## Ordine d'arrivo (Top 10)
| Pos. | Corridore         | Squadra        | Tempo    |
| ---- | ----------------- | -------------- | -------- |
| 1    | Fabrizio Galeazzi | Zalf-Dèsirèe   | 3h36'00" |
| 2    | Luca Zanderigo    | Filmop         | s.t.     |
| 3    | Ashley Humbert    | Podenzano      | s.t.     |
| 4    | Hrvoje Miholjević | Perutnina Ptuj | s.t.     |
| 5    | Maxime Beney      | Mega-Macom     | s.t.     |
| 6    | Marco Bicelli     | Unidelta       | s.t.     |
| 7    | Jure Golčer       | Perutnina Ptuj | s.t.     |
| 8    | Maurizio Biondo   | Concrete       | a 30"    |
| 9    | Marco Bandiera    | Zalf-Dèsirèe   | s.t.     |
| 10   | Oscar Gatto       | Zalf-Dèsirèe   | s.t.     |